# 力扬
力扬（1908年12月—1964年5月5日），原名季信、字汉卿，浙江青田人，中国诗人。

## 生平
1929年考入国立西湖艺术院，在校期间，与其他同学一同组织了“一八艺社”并作为负责人之一。后因组织反对国民党的对日政策，被学校开除学籍。1932年，因秘密从事革命活动而被上海法租界巡捕房逮捕，后被江苏省高等法院以“危害民国罪”判处6年徒刑。1935年被保释出狱。抗战期间，参加国民党军委会三厅和改组后的文化工作委员会，并于1939年抵达重庆，曾任《文学月报》编委。1942年，由周恩来介绍到育才学校任教。1947年，随育才学校一同迁往上海。同年，因被特务监视而赴香港居住，担任中国民主同盟港九支部委员兼宣传部长，同时在香港中业学院文学系任主任。1948年，加入中国共产党，并前往马克思列宁主义学院学习。1951年毕业后，留校担任国文教员。1953年起，任中科院文学研究所秘书主任、古代文学组研究员。1964年，病逝于北京。

## 著作
著有《枷锁与自由》、《我底竖琴》、《射虎者及其家族》、《给诗人》等诗集。